# Рудолф Тьопфер
Рудолф Тьофер (31 януари 1799 – 8 юни 1846) е швейцарски учител, автор, художник и карикатурист. Счита се за създател на най-ранния европейски комикс – „Историята на господин Вие-Буа“. Работи като учител и ръководи интернат, в който забавлява учениците с карикатурите си.

## Биография
Тьопфер е роден на 31 януари 1799 г. в Женева, Леман, Френска първа република. Баща му, художникът Волфганг-Адам Тьофер, идва от Франкония.
Учи в Париж от 1819 до 1820 г., след което се завръща в Женева и става учител.1823 г. създава собствен пансион за момчета, а през 1832 г. е назначен за професор по литература в Университета в Женева. Освен това, Рудолф рисува местни пейзажи, пише кратки истории и събира карикатурите, с които забавлява своите ученици, в книги; първата от която, Histoire de M. Vieux Bois (Историята на г-н Дървена глава), е завършена през 1827 г., но публикувана 10 години по-късно. Книжката, състояща се от едва 30 страници, бива преведена и преиздадена в САЩ през 1842 г.

## „Историята на господин Вие-Буа“
През 1837 г. Тьопфер създава илюстрованата поредица „Историята на господин Вие-Буа“ – кратък разказ на 40 страници за нещастен човек, влюбил се в пълна дама. Вследствие на тази своя любов, героят се сблъсква с множество комични неприятности. В началото тези картинки са предназначени само за приятелите на Рудолф, но се случва така, че се популяризират из цяла Европа, а след това и в САЩ. След успеха им, художникът илюстрира още седем комикси.

## Публикации
През 1831 г. Йохан Волфганг фон Гьоте, който е бил близък приятел на Рудолф, го убеждава да публикува своите истории. В крайна сметка седем от тях са публикувани във вестник, ала Гьоте така и не доживява да ги види.
- Histoire de M. Jabot – създаден през 1831 г., публикуван за първи път 1833 г. В него са представени приключенията на денди от средна класа, опитващо се да влезе в горната класа.
- Monsieur Crépin – публикуван за първи път през 1837 г. Представени са приключенията на баща, наел поредица от учители за децата си
- Histoire de M. Vieux Bois – създаден през 1827 г., публикуван за първи път 1837. Гореспоменатата история.
- Monsieur Pencil – създаден през 1831 г., публикуван за първи път 1840 г. Поредица от събития, започващи с художник, който губи скицата си и този инцидент почти води до глобална война.
- Histoire d'Albert – публикуван за първи път през 1845 г. Приключенията на неопитен млад мъж в търсене на кариера.
- Histoire de Monsieur – за първи път публикуван през 1845 г. Историята на лепидоптерист, стараещ се да замени сегашната си любовница с по-подходяща
- Le Docteur Festus (или Voyages et aventures du Docteur Festus) – създаден през 1831 г., публикуван за първи път 1846 г. Учен скита по света, предлагайки своята помощ.

Всичките седем се смятат за сатирични възгледи на обществото от 19 век и се оказват популярни по онова време.